# Simeon Bekbulatovič, veliki knez Moskve
Simeon Bekbulatovič (? – umro 5. siječnja 1616. u samostanu ) kan Kasimovskog Kanata od 1567. – 1573. godine i potom veliki knez Moskve od 1574. – 1576. godine.
Kasimski Kanat čijim vladarom Sajin Bulat postaje 1567. godine je vazalni kanat Moskovske velike kneževine. Tijekom rata Ivana IV.    s Litvom Sajin Bulat upravlja tatarskom vojskom i zahvaljujući svojim uspjesima upada u oči svom vazalnom gospodaru. Kako je sama ideja da se general "pogrešne" religije nađe u Kremlju je bila tada neprihvatjiva pa na Ivanovu sugestiju Sajin Bulat se krsti i uzima ime Simeon Bekbulatovič. Da bi tada stvorena bajka o uspjehu za Simeona postala potpuna on dobiva za suprugu Ivanovu blisku rođakinju.
S neuspjehom diktatorske vlasti pod imenom Opričina razočarani Ivan IV. ruski car 1573. godine donosi za sve neočekivanu odluku o formalnoj abdikaciji i napuštanju Moskve. Za svoga nasljednika 1574. godine on tada bira  Simeona Bekbulatoviča koji tada dobiva titulu veliki knez Moskve i Tvera.
Tu abdikaciju je malo tko smatrao ozbiljnom pošto se znalo da car još uvijek sve kontrolira i da ako careva majka zbog svog litvanskog porijekla nikada nije bila prihvatljiva jedan Tatar ima šanse kao pahulja snjega u paklu. 
Ova šarada od vladavine završava 1576. godine kada Ivan IV. traži natrag svoju krunu, a Simeon Bekbulatovič mu je ustupa. Važnost ove političke figure je bila toliko ništavna da u vrijeme kada izumiru potomci Ivan IV. 1598. godine svi su na njega već zaboravili tako da ruski parlament vrši biranje novog vladara zaboravljajući onog još uvijek živog. Identična situacija će se dogoditi i 1612. godine.
Za ruske povjesničare on je danas još uvijek predmet pomnog istraživanja zbog njegovog braka. U dosad otkrivenim izvorima iz XVI. i XVII. stoljeća navodi se njegovo vjenčanje s bliskom rođakinjom cara Ivana IV., ali ne da li su oni imali djecu. U slučaju da jesu ta djeca (i njihovi potomci ) bi bili jedini nasljednici ruske dinastije Rurjikovič i bizantske dinastije Paleolog. 
| Prethodnik:     | knez Moskve | Nasljednik:     |
| Ivan IV. Grozni | knez Moskve | Ivan IV. Grozni |